# Strophomeniden
Strophomeniden (Strophomenida) sind ein ausgestorbenes Taxon von Armfüßern (Brachiopoda) mit normalerweise relativ langem und geradem Schlossrand und einer pseudopunctaten Schale ohne Stacheln. Sie bilden zusammen mit den Billingsellida, Orthotetida und Productida das Taxon Strophomenata, das seinerseits zum Unterstamm der Rhynchonelliformea zählt.

## Merkmale
Das Armgerüst fehlt oder besteht aus Brachiophoren. Schlosszähne sind normalerweise vorhanden, aber in einigen Fällen funktionell durch eine Reihe von Dentikeln entlang des Schlossrandes ersetzt. In der Erdgeschichte treten sie von Ordovizium bis Karbon (als „lebende Fossilien“ des Mesozoikums möglicherweise bis Jura) auf. Ihr Gehäuse ist bei einigen Gruppen mit der Schale am Untergrund festgewachsen. Fast immer besteht ihr Gehäuse aus einer konkaven und einer konvexen (selten einer bikonvexen) Klappe. 
Die Gruppe wurde erstmals 1934 von Öpik benannt. 

## Systematik
Die Strophomeniden teilen sich in zwei Untertaxa auf, die Strophomenoidea und die Plectambonitoidea, die im Folgenden mitsamt ihren untergeordneten systematischen Einheiten aufgeführt sind:
- Strophomenoidea
  - Strophomenidae
  - Rafinesquinidae
  - Glyptomenidae
  - Foliomenidae
  - Christianiidae
  - Leptaenoideidae
  - Amphistrophiidae
  - Douvillinidae
  - Leptostrophiidae
  - Eopholidostrophiidae
  - Strophodontidae
  - Shaleriidae
  - Strophonellidae
- Plectambonitoidea
  - Plectambonitidae
  - Taffiidae
  - Bimuriidae
  - Syndielasmatidae
  - Leptellinidae
  - Grorudiidae
  - Leptestiidae
  - Xenambonitidae
  - Hesperomenidae
  - Sowerbyellidae